# 1991 في الهند
فيما يلي قوائم الأحداث التي وقعت خلال عام 1991 في الهند.

## سياسة

### تعيين في المنصب
- 21 يونيو – مانموهان سينغ وزير المالية الهندي [الإنجليزية]‏.

### انتهاء فترة المنصب
- 21 مايو – راجيف غاندي عضو لوك سابها [الإنجليزية]‏.

## كتب
من الكتب التي صدرت هذه السنة في الهند:
- 1 يناير – خمسون ألف خطأ في الكتاب المقدس من تأليف أحمد ديدات.

## مواليد

### يناير
- 7 يناير – جيجي لالبيخلوا لاعب كرة قدم هندي.
- 12 يناير – هاريكا درونافالي لاعبة شطرنج هندية.

### مارس
- 11 مارس – بونام باندي عارضة هندية.

### يوليو
- 19 يوليو – راجات توكاس ممثل هندي.

### أغسطس
- 9 أغسطس – هانسيكا موتواني ممثلة هندية.
- 10 أغسطس – براتيوشا بانيرجي ممثلة هندية.
- 29 أغسطس – مانسي موغي

### ديسمبر
- 15 ديسمبر – شانكار ساراث كومار

## وفيات

### فبراير
- 21 فبراير – نوتان بيهل (مواليد 1936) ممثلة هندية.

### مايو
- 21 مايو – راجيف غاندي (مواليد 1944) سياسي هندي.

### ديسمبر
- 12 ديسمبر – روني روس (مواليد 1933)